# Metamorphes Gestein

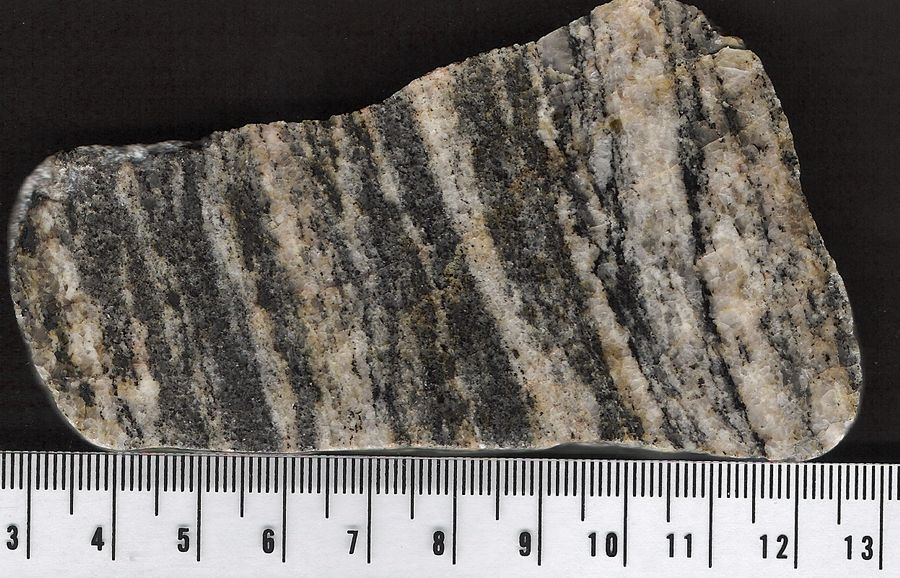
Bändergneis-Handstück

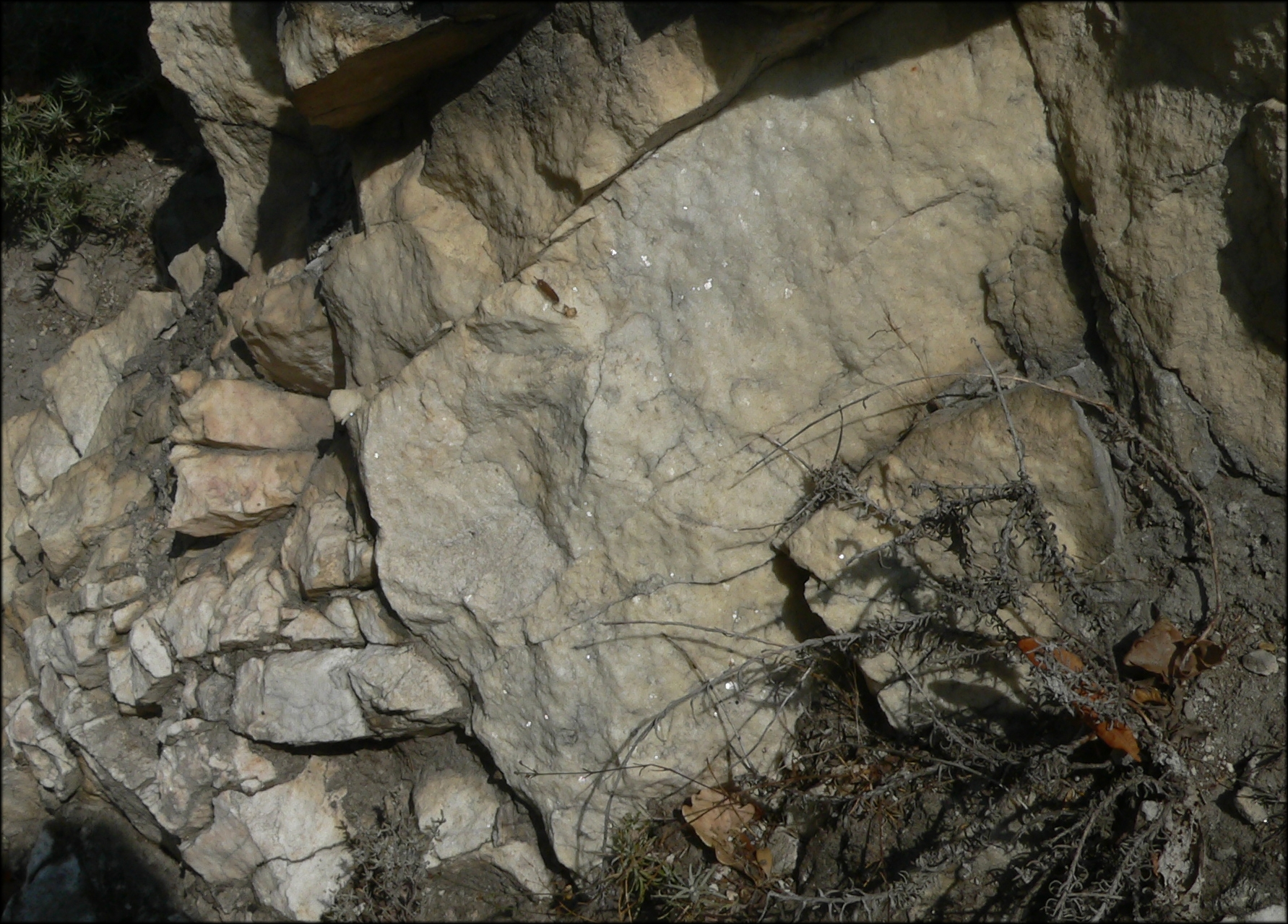
Marmor im Aufschluss (Pyrenäen). Einige der Kristalle sind durch die Lichtreflexion deutlich zu erkennen.

Metamorphes Gestein oder Metamorphit ist das gegenüber seinem Ursprungsgestein (Protolith) durch die Veränderung (häufig durch Erhöhung) von Druck und/oder Temperatur in der Erdkruste entstandene, veränderte Gestein. Bei dieser Umwandlung wurde der feste Zustand beibehalten. Der Umwandlungsprozess wird als Metamorphose bezeichnet.

## Entstehung
Im Vergleich mit anderen gesteinsverändernden Prozessen, wie der chemischen Verwitterung oder der Diagenese, läuft eine Gesteinsmetamorphose unter deutlich erhöhten Druck- und Temperaturbedingungen ab. Ursache hierfür sind oft Gebirgsbildungen oder andere mit der Plattentektonik mehr oder weniger eng in Zusammenhang stehende Prozesse.
Bei der Umwandlung entstehen neue Minerale und Mineralaggregate, deren druck- und temperaturabhängiger Bildungsbereich den Umgebungsbedingungen entspricht. Die allgemeine chemische Zusammensetzung eines Gesteins ändert sich bei der Metamorphose jedoch nicht, andernfalls spricht man von Metasomatose. Bei einer druckbetonten Metamorphose erfolgt oft eine Ausrichtung der Mineralkörner im Gestein, die wiedergibt, aus welchen Richtungen der größte Druck erfolgte. Hierdurch ändert sich das Gesteinsgefüge (z. B. Textur), wodurch sich Metamorphite hinsichtlich ihres Gefüges von chemisch ähnlichen, ebenfalls in der Erdkruste entstandenen plutonischen Gesteinen unterscheiden.

## Nomenklatur
Im Gegensatz zum magmatischen Gestein und Sedimentgestein gibt es für metamorphes Gestein noch keine einheitliche Nomenklatur. In der Praxis werden verschiedene Nomenklatursysteme nebeneinander verwendet.

### Ausgehend vom Protolith
Ist das unmetamorphe Ausgangsgestein (Protolith) eines Metamorphites erkennbar, wird dem Namen des Protoliths das Präfix Meta- vorangestellt, wie z. B. in Metabasalt oder Metagrauwacke (die entsprechenden Überbegriffe lauten Metavulkanit bzw. Metasediment).

### Ausgehend vom Gesteinsgefüge

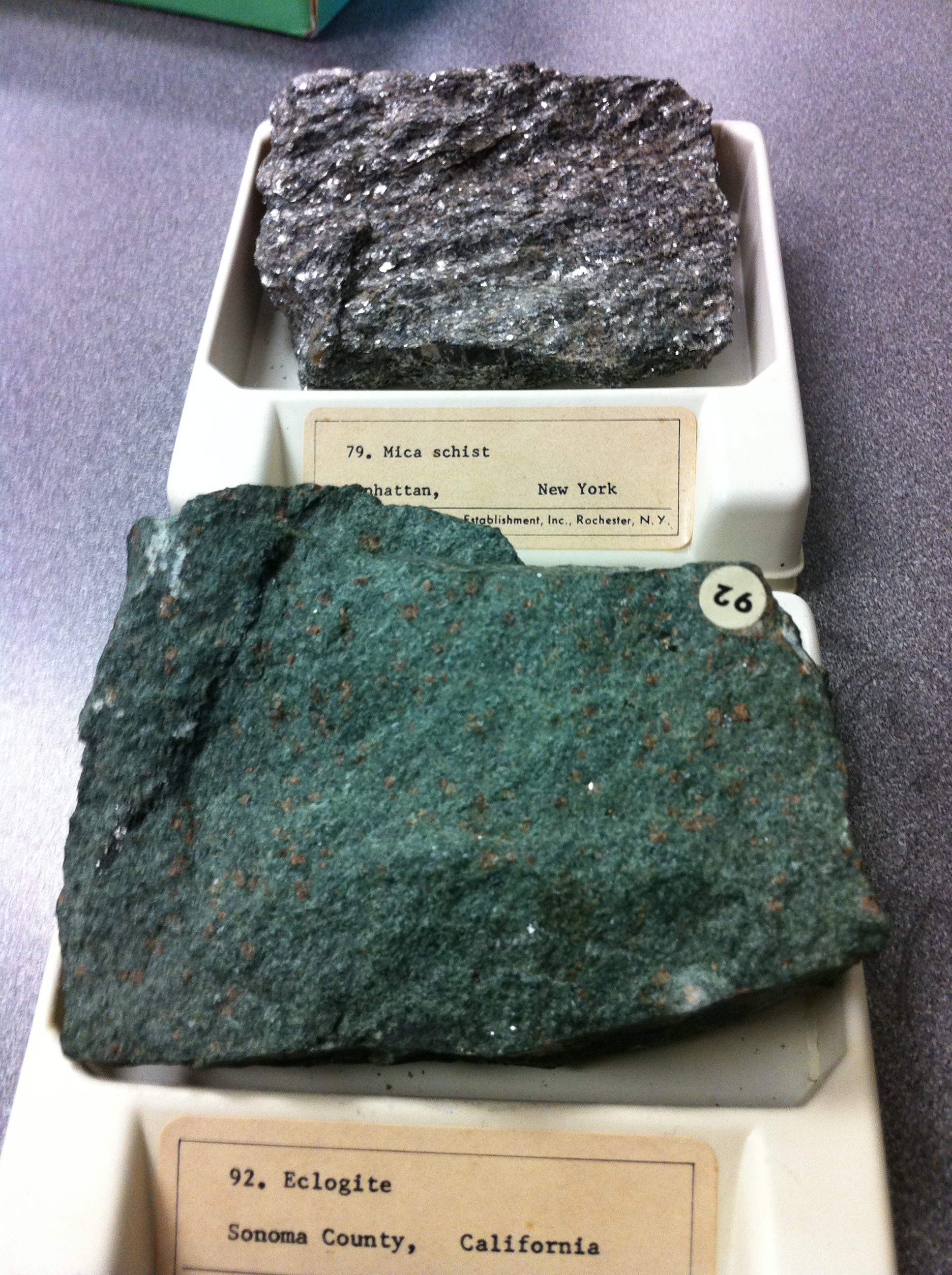
Handstücke zweier metamorpher Gesteine. Oben: Glimmerschiefer, unten: Eklogit.

Das Gefüge und damit die entsprechenden Namen spiegeln wider, ob die Metamorphose mit tektonischen Bewegungen verbunden war oder nicht. Allerdings ist zum Teil auch der Gehalt an Mineralen einer bestimmten Mineralklasse ausschlaggebend für diese Nomenklatur.
- Als Fels werden massige Metamorphite ohne bevorzugte Ausrichtung der Mineralkörner bezeichnet. Eine Bänderung ist zwar nicht ungewöhnlich, geht aber auf die primäre Schichtung eines sedimentären Protoliths zurück. Als „Felse“ bezeichnete Metamorphite entstehen bei Kontakt- und Versenkungsmetamorphosen.
- Alle folgenden Begriffe bezeichnen Gesteine, deren namensrelevantes Gefüge auf tektonische Deformation zurückgeht:
  - Der Begriff Gneis kennzeichnet mittel- bis grobkörnige Metamorphite mit einem relativ weitständigen Parallelgefüge. Zusätzliches Kriterium ist ein hoher Anteil an Feldspäten (mehr als 20 %). Bei Gneisen gibt es zudem eine Grobuntergliederung nach dem Ausgangsgestein: Orthogneis für ein nicht-sedimentäres Ausgangsgestein und Paragneis für ein „vergneistes“ nicht-karbonatisches Sedimentgestein.
    - Granulit ist ein texturell dem Gneis eng verwandtes Gestein, das sich jedoch im Mineralbestand durch die Präsenz von Hochdruckmineralen wie Granat und durch die Abwesenheit von Muskovit sowie generelle Glimmerarmut unterscheidet.

  - Schiefer ist ein Gestein mit einem relativ engständigen, lagigen Parallelgefüge (Schieferung) im Bereich < 1 cm. Hierbei wird im Englischen nomenklatorisch zwischen Slate und Schist unterschieden:
    - „Slates“ sind sehr feinkörnige Schiefer, die nur eine sehr niedriggradige oder überhaupt gar keine Metamorphose durchlaufen haben, und daher faktisch noch ihren ursprünglichen Mineralbestand besitzen. Typisches Beispiel sind die meist dunklen paläozoischen Tonschiefer vieler deutscher Mittelgebirge. Sie sind nicht zu verwechseln mit „schiefrig“ ausgebildeten Tonsteinen, die ausschließlich diagenetischen Prozessen ohne nennenswerte tektonische Deformation ausgesetzt waren, wie z. B. dem Posidonienschiefer des Schwarzjura oder dem Kupferschiefer des Zechsteins (diese heißen auf Englisch „shale“).
    - als „Schist“ werden mittel- bis grobkörnige Schiefer („kristalline Schiefer“) mit einem relativ hohen Metamorphosegrad und daher umfassenden Mineralumwandlungen bezeichnet.

  - Phyllit bezeichnet einen sehr feinkörnigen Metamorphit mit sehr engständigem, lagigem Parallelgefüge und seidig glänzenden Spaltflächen, die oft runzelartige Unebenheiten aufweisen.
  - Mylonit bezeichnet einen feinkörnigen Metamorphit, dessen schiefrige Textur in einer duktilen Scherzone entstanden ist.

Die Gesteinsnamen speziell der Gneise und kristallinen Schiefer werden weiter präzisiert durch die Voranstellung der Namen von Mineralen, die das entsprechende Gestein in größeren Anteilen enthält. Dabei werden die Minerale nach aufsteigender Häufigkeit sortiert. So enthält beispielsweise ein Sillimanit-Granat-Glimmerschiefer mehr Glimmer als Granat und mehr Granat als Sillimanit.
Migmatit ist die Bezeichnung für ein Gestein, das durch ein Fließgefüge infolge einer partiellen Aufschmelzung (Anatexis) gekennzeichnet ist. Da Metamorphose per definitionem ohne partielle Aufschmelzung abläuft, leiten Migmatite zu den magmatischen Gesteinen über.

### Ausgehend vom Mineralbestand
Die am häufigsten gebrauchten Bezeichnungen sind hierbei:
- Amphibolit, ein überwiegend aus Amphibolen und Plagioklas bestehendes Gestein
- Eklogit, ein durch einen hohen Granat- und Klinopyroxenanteil gekennzeichnetes Hochdruck- und Hochtemperaturgestein
- Marmor, metamorphe Karbonatgesteine, die entsprechend überwiegend aus Kalzit oder Dolomit bestehen
- Quarzit, metamorphe Quarzsandsteine, die entsprechend überwiegend aus Quarz bestehen
- Serpentinit, ein überwiegend aus Serpentinmineralen bestehender Metamorphit

### Sonstige Benamungen
Darüber hinaus existieren noch weitere Bezeichnungen, die weder der Gefüge- noch der Mineralbestandsklassifikation eindeutig zugeordnet werden können. So bezeichnet der Begriff „Fruchtschiefer“ ein kontaktmetamorphes Gestein, dessen schiefriges Gefüge nicht, wie bei „echten“ Schiefern, durch tektonische Durchbewegung erzeugt wurde, sondern ein Relikt der primären Schichtung des Gesteins ist.